# Бруно Фове
Бруно Фове (нім. Bruno Vowe; 10 липня 1904, Фюрстенвальде — 26 грудня 1978) — німецький офіцер-підводник, капітан-лейтенант резерву крігсмаріне (1 січня 1944).

## Біографія
З 5 березня 1942 року — командир підводного човна-заправника U-462, на якому здійснив 8 походів (разом 180 днів у морі). 30 липня 1943 року човен був потоплений у Біскайській затоці (45°33′ пн. ш. 10°58′ зх. д.) британським «Галіфаксом» та британськими шлюпами «Врен», «Кайт», «Вудпекер», «Вайлд Гус» та «Вудкок». 1 член екіпажу загинув, 64 (включаючи Фове) були врятовані.